# Istoria provinciei Kosovo
Regiunea Kosovo din Balcani a fost cunoscută cu numele Dardania în antichitate, iar începând cu secolul I d.Hr. a format o parte din provincia romană Moesia. A făcut parte din Statul medieval sârb în special Raška (sârbă Рашка) începând din 700 până în 1455, când a fost cucerită de Imperiul Otoman. Provincia otomană Kosovo datează începând din 1875, având granițele semnificativ diferite față de actuala provincie. Kosovo a fost integrată în Serbia în 1912, iar împreună cu Serbia au devenit membre ai Iugoslaviei în 1918. Kosovo a obținut autonomia în 1963 sub cererea lui Iosip Broz Tito, iar în 2006 după dezintegrarea Serbiei și Muntenegrului, a devenit parte din republica Serbia.
Pe 17 februarie 2008, Parlamentul din Kosovo a declarat independența, cu numele Republica Kosovo, cu recunoaștere parțială a declarației.

## Început de istorie

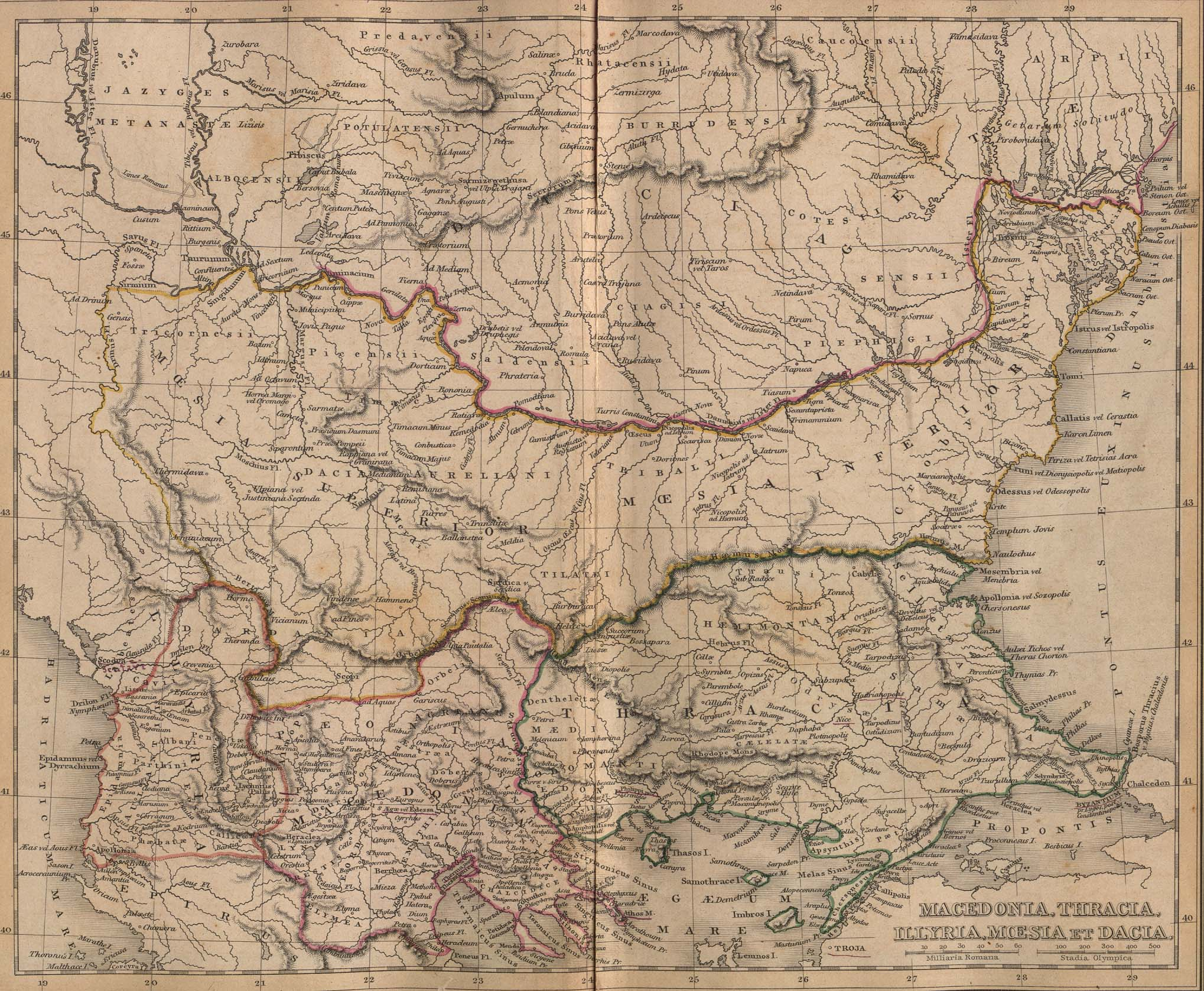
Harta clasică a Balcanilor

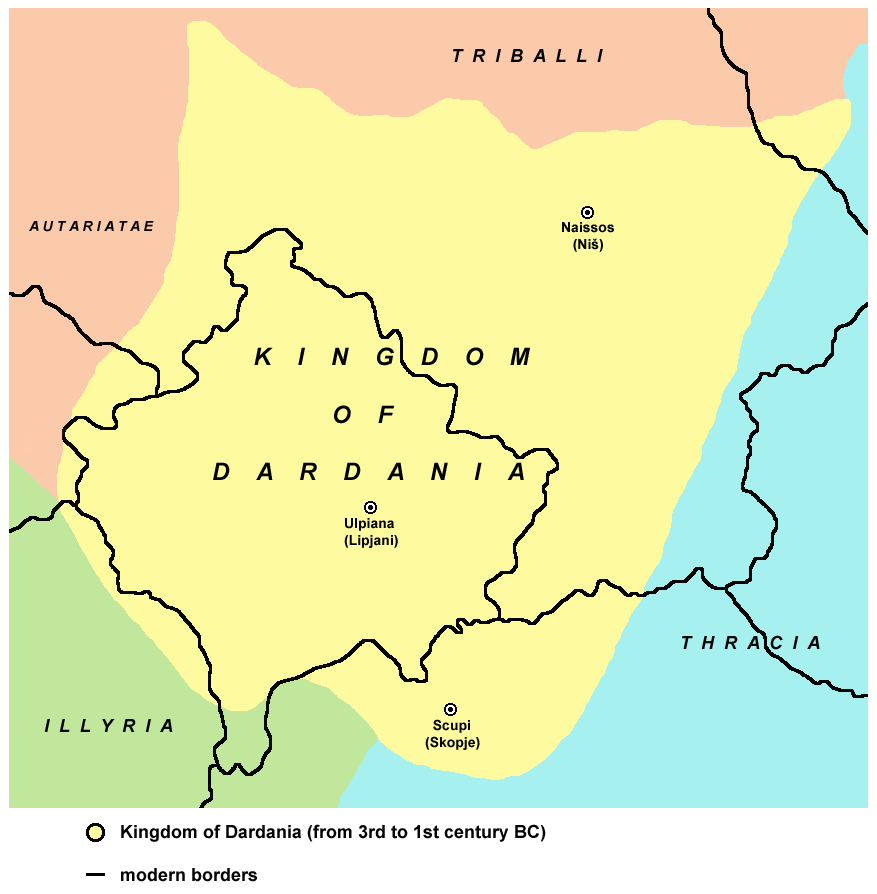
Regatul Dardaniei (secolele III-I î.Hr.)

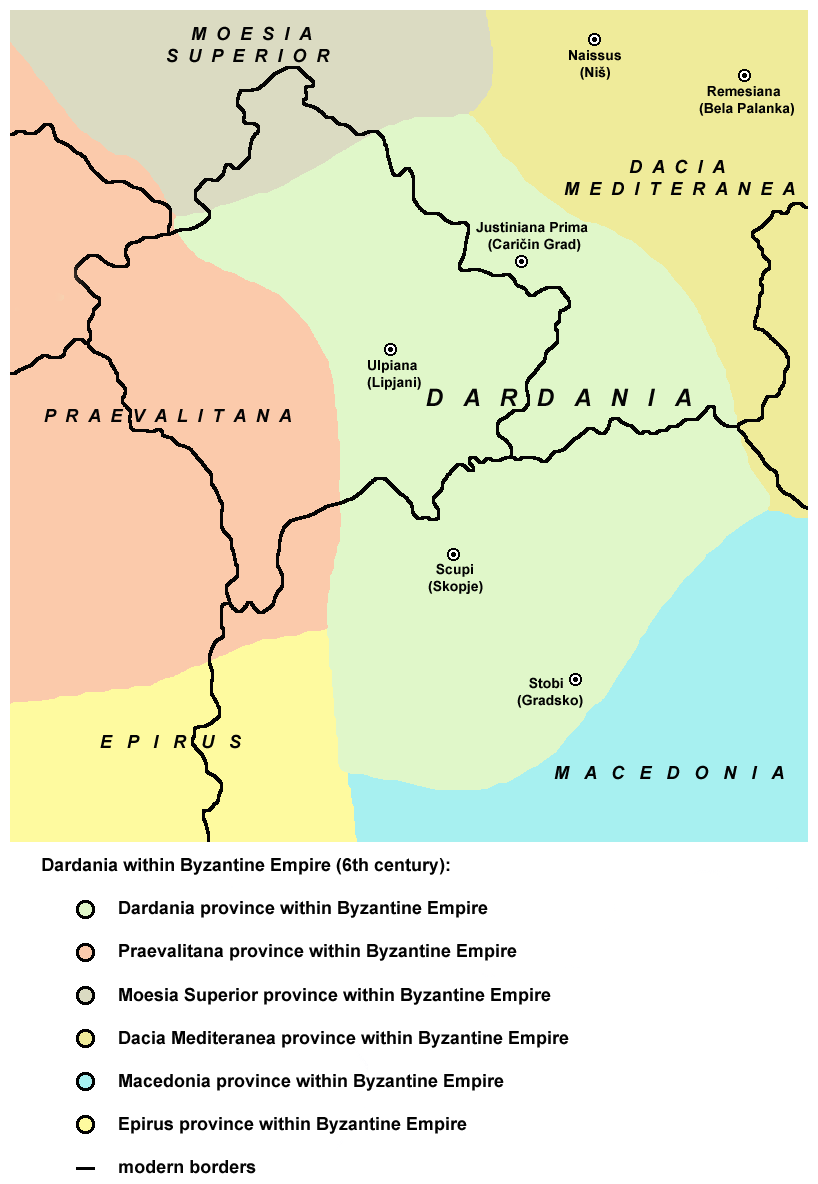
Provincia bizantină Dardania (în secolul VI)

Regiunea Kosovo în perioada neolitică se afla în cadrul arealului culturii Vinča. Epoca bronzului a apărut ca. în secolul XX î.Hr, iar epoca fierului ca. în secolul XIII î.Hr. Morminte din epocile bronzului și fierului au fost descoperite numai în Metohia, și nu în Kosovo.